# Jusqu'à ce que le jour se lève
Pour plus de détails, voir Fiche technique et Distribution.
Jusqu’à ce que le jour se lève est un téléfilm policier français réalisé par Bernard Villiot.

## Synopsis
Un journaliste enquête sur des événements louches qui se déroulent sur la côte ouest. Il s’interroge sur le Maire qui n’est pas net, et semble impliqué dans une histoire de prostitution. Victime d’une machination, le journaliste se retrouve en prison…

## Fiche technique
- Réalisateur : Bernard Villiot
- Chef opérateur : Jean Casanova
- Directeur photo : Roger Arpajou
- Genre : drame psychologique
- Création : ( France)
- Durée : 1h25’
- Diffusion : 1990

## Distribution
- Alain Bashung : Rodney
- Maxime Leroux : Daverisch
- Jean Christophe Bouvet
- Sophie Renoir
- Bernard Pinet